# Victoria Strandin
Maria Vilhelmina Victoria Strandin, född 26 februari 1876 i Stockholm, död där 11 februari 1941, var en svensk premiärdansös. 

## Biografi
Strandin var dotter till skräddarmästaren Per Strandin och Maria Dafgård. Hon var syster till dansarna Greta, Atania och Ebon Strandin.
Strandin utbildades vid Stockholmsoperans balettelevskola, blev elev 1884, premiärelev 1893, sekonddansös 1896 och premiärdansös 1897.  
Därefter var hon en av de främsta balettartisterna där och en självskriven prima ballerina 1897-1919.  Hon räknades som en av de främsta nio ballerinorna vid Kungliga Baletten tiden 1864-1901, jämsides Amanda Forsberg, Hilda Lund, Amalia Paulson, Agnes Christenson, Gunhild Rosén, Cecilia Flamand, Jenny Brandt, och Anna Westberg.
Bland mera kända roller märks Coppelia, Askungen, en roll i Festen hos Thérese, Cleopatra, Scheherazade och som Fenella i operan Den stumma från Portici.

## Filmografi
- 1907 – Balett ur operan Mignon

## Rollporträtt

Som balettelev tillsammans med Hildegard Lindzén vid Kungliga Operan. Okänt år.
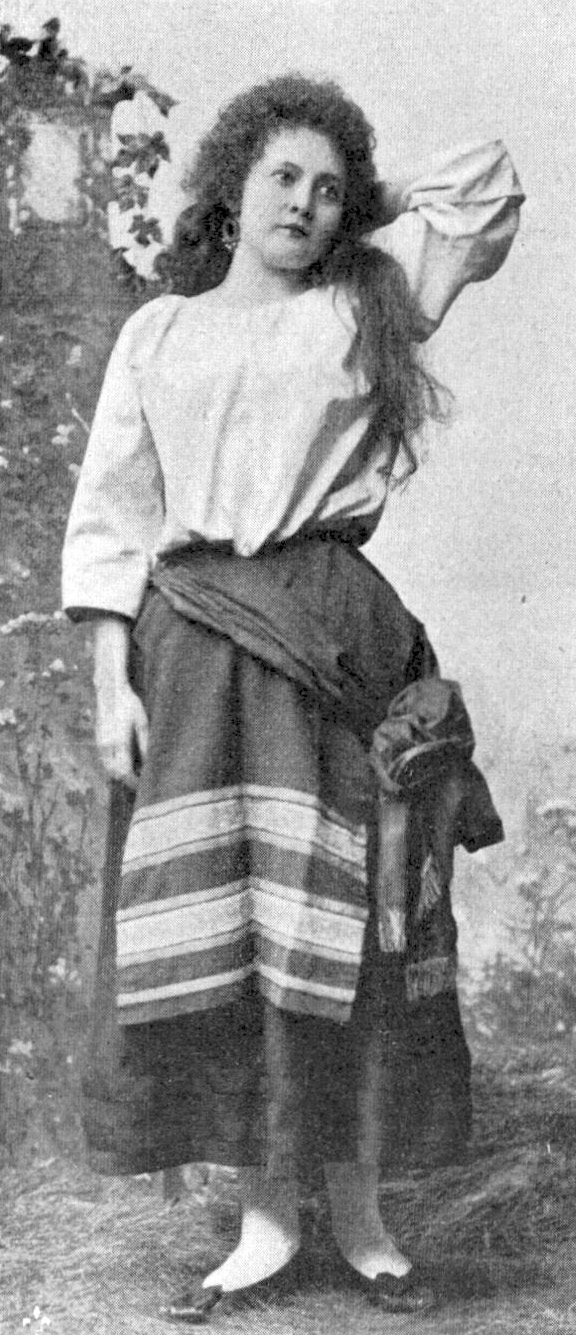
Som Fenella i operan Den stumma från Portici 1901.
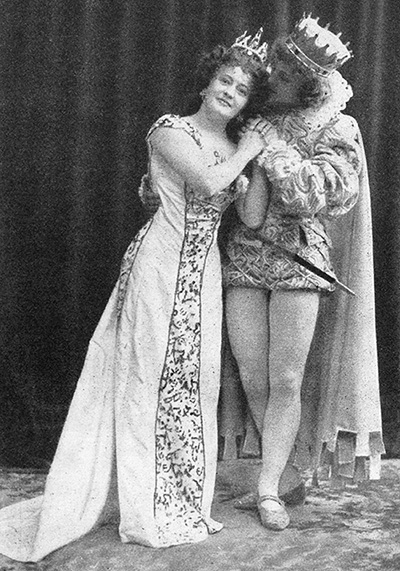
Mot Oscar Tropp i Askungen av Robert Köller och Ernst Ellberg 1907.